# Шахта «Саксагань»
Шахта «Саксагань» — залізорудна шахта в м Кривий Ріг, Дніпропетровська область, Україна. Входила до складу рудоуправління ім. Дзержинського виробничого об'єднання «Кривбасруда». Закрита в 1997 році.
У травні 1881 року за ініціативою Олександра Поля створюється «Анонімне товариство Криворізьких залізних руд». У серпні того ж року видає першу руду рудник Саксаганський. За 1881 видобуто 555 тис. пудів руди, наступного року 150 робочих рудника добули 1000000 пудів залізної руди. На Криворіжжі почалася «залізна лихоманка». У 1883 році на руднику «Саксаганський» сотнею робочих були видобуті 1,5 мільйона пудів руди.
У 1991 році видобуток руди припинено у зв'язку з відпрацюванням її запасів. Надалі на шахті видобувалися граніти для виробництва будівельного щебеню.
1 серпня 1995 шахта «Саксагань» виокремлена в самостійне державне підприємство.
У 1996 році, в зв'язку з відсутністю платоспроможних споживачів, робота шахти зупинена, а 1997 року прийнято рішення про ліквідацію шахти.
У 2004 році ДП «Кривбасреструктурізація» продало частину майна шахти «Саксагань» ВАТ «Центральний гірничо-збагачувальний комбінат». На 2007 з чотирьох шахтних стволів два ліквідовані, а два належать ВАТ «ЦГЗК».

## Ресурси Інтернету
- свободная шахтёрская энциклопедия